# Lynn Anderson
Lynn Rene Anderson (ur. 26 września 1947 w Grand Forks, zm. 30 lipca 2015 w Nashville) – amerykańska piosenkarka country.

## Życiorys
Urodzona w Grand Forks w Dakocie Północnej Lynn wychowywała się w Fair Oaks w stanie Kalifornia. Była córką kompozytorki Liz Anderson, a jej dziadek urodził się w Aremark w Norwegii. Zainteresowała się śpiewaniem mając 6 lat. Jako nastolatka występowała w kalifornijskim programie telewizyjnym Country Caravan. W 1965 roku pracowała jako sekretarka w stacji radiowej KROY (Top 40) w Sacramento. W 1966 roku zadebiutowała wydając album Ride, Ride, Ride. Jeszcze w tym samym roku wydała swój debiutancki singel „For Better or for Worse” (duet z Jerrym Lane’em). Po podpisaniu w 1970 roku kontraktu z wytwórnią Columbia Anderson wydała piosenkę Joego Southa „(I Never Promised You A) Rose Garden”, za którą zdobyła nagrodę Grammy. W 1973 roku wydała drugi album Top of the World. W 1975 roku wydała kolejny album I’ve Never Loved Anyone More. Poza karierą muzyczną, brała udział w wyścigach konnych wygrywając w 16 mistrzostwach w USA i ośmiu światowych.

## Życie prywatne
Była dwukrotnie zamężna, miała córkę Lisę oraz dwóch synów. Przed śmiercią była przez 26 lat związana z autorem tekstów i producentem muzycznym Mentorem Williamsem (1946-2016).
Piosenkarka zmarła w wyniku zapalenia płuc w szpitalu w Nashville – amerykańskiej stolicy muzyki country (stan Tennessee).

## Nagrody
- nagroda Top Female Vocalist przez Academy of Country Music Awards (1967, 1970)[13]
- Nagroda Grammy[8]
- American Music Award w kategorii „Favorite Female Vocalist” (1974)[14]